# Lynge-Broby Idrætsforening
Lynge-Broby Idrætsforening (eller Lynge-Broby IF, LBI) er en idrætsforening hjemmehørende på Frederiksberg i Sorø Kommune, som blev etableret den 19. marts 1970 ved en sammenlægning af Broby Skytteforening (stiftet i 1868) og Lynge Gymnastikforening (stiftet i 1903). Lynge Broby IF er en hovedforening med afdelinger fordelt på badminton, floorball fodbold, futsal, gymnastik, fitness, håndbold, padel, seniormotion, volleyball og vandring. Lynge Brobys kampbaner er opkaldt efter den lokale, levende legende Ove Dyhr. Foreningen fik i 2015 etableret 2 kunstofbaner på anlægget.
I midten af 00erne fik LBI tilgang af midtbanespiller Gustav Bloch Frandsen, der ankom fra storklubben Skjold i København. Gustav blev hurtigt et ombejlet talent på en talentfuld årgang, der allerede havde vundet DM i 7-mands, DGIs A-række. Sidenhen har Gustav Bloch Frandsen sammen med andre store spillere som bl.a. Mads Th. Nielsen, markeret sig som en af de mest vedholdende LBI spillere. Han styrer stadig i dag den centrale midtbane for LBI og betragtes som en af klubbens største legender efter klubkoryfæer som Ove Dyhr og Henrik Stilling.